# Round Table
Round Table är en ideell förening grundad i  Storbritannien 1927. Föreningen kom till Sverige 1943 och hade där 2 300 medlemmar 2015. Föreningen påminner om Rotary men riktar sig till män mellan 18 och 40 år.

## Historia
Round Table grundades i England 1927 av Louis Marchesi som vid tillfället var en 28-årig rotarian i Norwich Rotaryklubb. Han upplevde att yngre män ofta hade svårt att yttra sig fritt i äldres närvaro. Det fanns inte andra rotarianer i samma ålder som honom och han kände att det var svårt att få kontakt med jämnåriga utanför sitt yrke. Under sin skoltid och tiden i militärtjänst så upplevde han en naturlig kamratskap som han numera saknade. Louis ville bilda en Rotaryklubb för män under 40 år. Detta gillades dock inte av de äldre rotarianerna utan han fick rådet att bilda sin egen organisation. Därför beslutade Louis Marchesi att bilda en självständig rörelse för unga män efter Rotaryprincipen, vilket han gjorde den 14 mars 1927 då Round Table 1 i Norwich grundades.
Namnet härrör från ett tal som hölls 1927 av kronprins Edvard. Alla RT-logotyper utgår från samma runda symbol. Designen har hämtats från det bord som är upphängt på en vägg i stora salen i slottet i engelska Winchester.
1930 blev fruarna till Round Table-medlemmarna i Bournemouth, England, tillfrågade om att underhålla de fruar som följde med sina män till Round Tables årsmöte som skulle hållas i staden 1932. Detta blev starten för kommittén som på försök kallade sig "Ladies Circle". 1936 hade så många klubbar bildats att Ladies Circle fick sin första "National Association President", Mrs Wien Hussey. 1950 fanns över 50 klubbar. Eftersom det fanns stort behov av socialt arbete hjälpte man bland annat till på sjukhus, besökte patienter på sjukhus, samlade in kläder till föräldralösa barn och besökte gamla.

## De internationella organisationerna
Round Table är en internationell organisation med 64 medlemsländer/organisationer. 1936 spreds Round Table-rörelsen utanför Storbritannien då den första klubben bildades i Danmark. Sverige blev det tredje landet 1943. 1990 kom Round Table till Östeuropa i och med att RT1 i Tallinn bildades. Spridningen i öst har fortsatt och idag finns man bland annat i Polen, Litauen, Tjeckien och Ungern. Round Table finns representerat i alla världsdelar.
Ladies Circle-klubbar fanns i 36 länder, varav England, Sverige och Danmark var de första. I Århus 1958 uppdrogs det åt LC England att utarbeta ett förslag till stadgar för en internationell förening. Grunden till dessa stadgar fick man från Round Table. 1960 hölls den första internationella kongressen i Portsmouth.

## De svenska organisationerna
Round Table kom 1943 till Sverige från Helsingör till Helsingborg och blev därmed det tredje Round Table-landet. Varje klubb erhåller ett nummer och hänvisas till ofta med detta nummer. Således erhöll Helsingborg nummer 1 och kallas därför ofta RT1 Helsingborg.
1947 bildades riksorganisationen Round Table Sverige, som då bestod av sex stycken klubbar. Erik DuPont blev dess första riksordförande. 
Det finns 154 klubbar med totalt cirka 2 300 medlemmar. Klubbarna är indelade i tolv olika distrikt.
Riksmöte arrangeras vanligtvis i maj–juni tillsammans med Ladies Circle Sverige, Old Tabler Sverige och Tangent.
Den första svenska klubben i Ladies Circle bildades 1947 i Kristianstad.

## De svenska föreningarnas syfte
Round Table Sverige (RTS):
- att främja kamratskap mellan unga män från olika verksamhetsområden,
- att ge medlemmarna ökad kännedom om samhällslivet och om skilda åsikter,
- att understödja fritt och engagerat meningsutbyte,
- att stimulera medlemmarna till kontakter inbördes och med andra människor inom och utanför landet,
- att även i övrigt gagna vänskap, förståelse och samverkan mellan människor.

Organisationens syfte främjas genom anordnande av möten med diskussioner, föredrag och annan verksamhet, genom arbete för internationellt utbyte och genom medlemmarnas aktiva deltagande i nationella och internationella möten.
Propaganda för viss åsikt i politiskt eller religiöst hänseende får icke bedrivas inom RT-verksamheten.

### Round Tables motto
Round Tables motto är:
- Adopt - Adapt - Improve

(Upptaga - Anpassa - Förbättra)

## Klubblivet
I varje klubb anordnas ett möte var fjortonde dag. Vad man gör på varje möte varierar kraftigt men typiska inslag är företagsbesök, gästföreläsare och idrottsaktiviteter. En gemensam punkt för alla klubbar i Sverige är att vid varje mötestillfälle så skall en medlem ur klubben hålla "3 minuter", då han får prata i tre minuter om ett valfritt ämne.
Många klubbar träffar även andra klubbar och arrangerar gemensamma möten, så kallade "Intercity-möten". Under sommarmånaderna är det vanligt att klubbarna har nummerklubbsutbyte med klubbar från andra länder som har samma ordningsnummer som den egna.

## Välgörenhet
De allra flesta länderna jobbar med någon form av välgörenhetsverksamhet, dock inte alla. De projekt man ägnar sig åt varierar mycket både internationellt och i klubbarna i Sverige. Ibland riktar sig hjälpen direkt från Round Table till de behövande, som t.ex. under tsunamikatastrofen, då många länder skickade sina bidrag direkt till klubbar i Indien och Sri Lanka till deras hjälpverksamhet. Alternativt hjälper man andra organisationer att hjälpa, t.ex. stödjer Round Table Sverige Min Stora Dag. Det förekommer även mer lokala initiativ kring välgörenhet, t.ex. samlar RT 104 Söderköping årligen in pengar för att sedan dela ut snaps och glögg till de äldre på kommunens äldreboenden. 